# 1677 Тихо Брахе
1677 Тихо Брахе (енгл. 1677 Tycho Brahe) је астероид главног астероидног појаса чија средња удаљеност од Сунца износи 2,530 астрономских јединица (АЈ).
Апсолутна магнитуда астероида је 11,9.